# Bernard Marshall Gordon
Bernard Marshall Gordon (1927) es un ingeniero estadounidense, inventor, empresario, filántropo. Es considerado "el padre de la conversión análogo a digital de alta velocidad."
En 1953, él cofundó EPSCO, Inc.
En 1967,  fundó Analogic Corporation,  y varias veces se desempeñó como Presidente del Consejo de Directores, Presidente, Presidente Ejecutivo, y Director Ejecutivo. Se retiró de la Mesa de Directores de la compañía en 2009.

## Premios y honores
- 1971 - Premio al Ingeniero Viviente Excepcional de las Sociedades de Ingeniería de Nueva Inglaterra.[2]
- 1972 - Eligió un miembro del Instituto de Ingenieros Eléctricos e Electrónicos[2]
- 1986 - Recibió la Medalla Nacional de Tecnología del Presidente Ronald Reagan.[1]
- 1991 - Elegido a la Academia Nacional de Ingeniería.[1]
- 1992 - Recibió el Premio Benjamin Franklin por Innovación en Ingeniería y Tecnología del Franklin Institute.[2]

## Publicaciones
- Gordon, Bernard (14 de octubre de 1981). «Education for electronics leadership». EDN (UBM Canon). ISSN 0012-7515. Consultado el 7 de agosto de 2015.
- Gordon, Bernard M. (28 de agosto de 1984). «Keynote Presentation:  What Is an Engineer?». University of Erlangen-Nuremberg. Archivado desde el original el 24 de septiembre de 2015. Consultado el 7 de agosto de 2015.

## Patentes
- Gordon, Bernard M.; Hans Weedon & Louis R. Poulo et al., "Data acquisition system using delta-sigma analog-to-digital signal converters", US 6252531, published 26 June 2001.
- Gordon, Bernard M.; Eric M. Bailey & David A. Schafer et al., "Computed tomography scanning apparatus and method using adaptive reconstruction window", US 6256404, published 2 July 2001.
- Gordon, Bernard M.; Hans Weedon & Louis R. Poulo et al., "Data acquisition system using delta-sigma analog-to-digital signal converters", US 6657571, published 2 de diciembre 2003.

- Patente de EE. UU. 6,188,745 CT scanner comprising, detector espacialmente codificado muestra arreglo y procedimiento.
- Patente de EE. UU. 6,067,342 Método y sistema de proyección de imágenes de rayos X digital.
- Patente de EE. UU. RE36,099 Aparato de tomografía de rayos X.
- Patente de EE. UU. 5,867,553 escáner de tomografía computarizada con potencia de fuente de rayos X reducida.
- Patente de EE. UU. 5,841,828 Filtro de supresión de anillo autocalibrado para uso en sistemas de tomografía computarizada
- Patente de EE. UU. 5,818,897 Sistema de detección CT transversal cuadratura.
- Patente de EE. UU. 5,808,376 Método de un aparato para administración y distribución de poder en un sistema de imágenes médicas.
- Patente de EE. UU. 5,796,802 Sistemas y métodos tomográficos de pre-proyección de múltiple ángulo.
- Patente de EE. UU. 5,768,331 Sistemas de tomografía de rayos x para un método de mejoramiento de la calidad de la imagen escaneada.
- Patente de EE. UU. 5,745,542 Filtro de supresión de Anillo para uso en sistemas de tomografía computarizada.
- Patente de EE. UU. 5,661,774 Suministro de poder de energía dual.
- Patente de EE. UU. 5,577,026 Aparato para transferir data hacia y desde un dispositivo en movimiento.
- Patente de EE. UU. 5,432,339 Aparato para y método de medición geométrica, posicional y parámetros cinemáticos de un dispositivo giratorio teniendo una pluralidad de marcadores de intervalo.
- Patente de EE. UU. RE34,379 Aparato de tomografía de rayos x
- Patente de EE. UU. 5,109,397 Aparato de tomografía de rayos x con compensación de movimiento lateral.
- Patente de EE. UU. 4,928,283 Aparato de tomografía de rayos x
- Patente de EE. UU. 4,801,851 Control de memoria de Osciloscopio.
- Patente de EE. UU. 4,758,963 Osciloscopio informático modular con memoria de señal de alta velocidad.
- Patente de EE. UU. 4,677,554 Sistema de adquisición de data de tomografíavcon índice de muestreo variable y/o conversor de resolución de detector de señales de producción.
- Patente de EE. UU. 4,569,028 Circuito digitalizador adaptivo para sistema de procesamiento información.
- Patente de EE. UU. 4,547,893  Sistema de tomografía de haz de ventilación de olas continuas teniendo unfiltro mejor estimado.
- Patente de EE. UU. 4,350,974 Convertidor de análogo a digital logarítmico.
- Patente de EE. UU. 4,152,659 Amplificados diferencia de bajo ruido.
- Patente de EE. UU. 4,142,185 Convertidor de análogo a digital logarítmico.
- Patente de EE. UU. 4,135,247 Sistema de procesamiento de señales de tomografía.
- Patente de EE. UU. 4,008,405 Sistema de detección de movimiento para sistema de pesaje electrónico.
- Patente de EE. UU. 4,002,964 Técnicas de compensación de temperatura.